# Cyanomitra alinae
Cyanomitra alinae е вид птица от семейство Nectariniidae.